# Le Grand Secret (film, 1952)
Pour les articles homonymes, voir Le Grand Secret.
Pour plus de détails, voir Fiche technique et Distribution.
Le Grand Secret (Above and Beyond) est un film américain réalisé par Melvin Frank et Norman Panama, sorti en 1952.

## Synopsis
L'histoire (peu détaillée) de la confection de la bombe atomique et de son largage sur Hiroshima par le colonel Paul Tibbets, le tout confiné dans un secret bien gardé qui mit en péril sa vie familiale.

## Fiche technique
- Titre original : Above and Beyond
- Réalisation : Melvin Frank, Norman Panama
- Producteurs : Melvin Frank, Norman Panama
- Musique : Hugo Friedhofer
- Directeur de la photographie : Ray June
- Ingénieur du son : Douglas Shearer
- Montage : Cotton Warburton
- Direction artistique : Malcolm Brown, Cedric Gibbons
- Durée: 122 minutes
- Pays de production :  États-Unis
- Langue : Anglais
- Couleur : Noir et Blanc
- Format : 1,37 : 1
- Son : Mono (Western Electric Sound System)
- Dates de sortie : 
  - États-Unis : 31 décembre 1952
  - France : 25 septembre 1953

## Distribution
- Robert Taylor (VF : Jean Davy) : lieutenant-colonel Paul W. Tibbets
- Eleanor Parker (VF : Nadine Alari) : Lucey Tibbets
- James Whitmore (VF : Jean-Henri Chambois) : major William M. Uanna (Bill)
- Larry Keating (VF : René Fleur) : général Vernon C. Brent
- Larry Gates (VF : Louis Arbessier) : capitaine William Parsons
- Marilyn Erskine : Marge Bratton
- Stephen Dunne : major Harry Bratton, copilote de B-29
- Robert Burton (VF : Jean Brochard) : général Samuel E. Roberts
- Hayden Rorke (VF : Henri Crémieux) : Dr. Ramsey
- Larry Dobkin : docteur Van Dyke
- Jack Raine : docteur Fiske
- Jonathan Cott : capitaine Dutch van Kirk
- Jeff Richards : Thomas Ferebee
- Dick Simmons : capitaine Robert A. Lewis, copilote de l’Enola Gay
- John McKee : sergent Wyatt E. Duzenbury
- Pat Conway (VF : Jean Daurand) : Richard H. Nelson, opérateur radio de l’Enola Gay
- Christopher Olsen : Little Paul
- William F. Leicester : Jim
- Barbara Ruick : Mary Malone
- Jim Backus : général Curtis E. LeMay
- John Pickard : Miller
- Harlan Warde : chapelain Downey